# 1976 في الأرجنتين
فيما يلي قوائم الأحداث التي وقعت خلال عام 1976 في الأرجنتين.

## سياسة

### تعيين في المنصب
- 29 مارس – خورخه فيديلا رئيس الأرجنتين.

### انتهاء فترة المنصب
- 24 مارس – إيزابيل بيرون رئيس الأرجنتين.
- 24 مارس – راؤول ألفونسين عضو مجلس النواب في الأرجنتين.
- 24 مارس – فرناندو دي لاروا عضو مجلس الشيوخ الأرجنتيني.

## رياضة
- 1 يناير – كأس روكا

## مواليد

### يناير
- 13 يناير – لياندرو بالادينو لاعب كرة سلة أرجنتيني.
- 18 يناير – مارسيلو غالاردو لاعب كرة قدم أرجنتيني.
- 23 يناير – اجناسيو هيراغويين لاعب كرة مضرب أرجنتيني.

### فبراير
- 20 فبراير – سبستيان ريهب لاعب كرة قدم أرجنتيني.

### مارس
- 2 مارس – فلورنسيا دي لا في
- 9 مارس – ياميلا دياز عارضة أرجنتينية.
- 11 مارس – ماريانا دياز أوليفا لاعبة كرة مضرب أرجنتينية.
- 18 يناير – مارسيلو غالاردو لاعب كرة قدم أرجنتيني.
- 29 مارس – لورا مونتالفو لاعبة كرة مضرب أرجنتينية.

### أبريل
- 7 أبريل – فيديريكو براون لاعب كرة مضرب أرجنتيني.
- 8 أبريل – أندريس سشنايتر لاعب كرة مضرب أرجنتيني.
- 18 أبريل – رودريجو دي لا سيرنا ممثل أرجنتيني.

### مايو
- 5 مايو – خوان بابلو سورين لاعب كرة قدم أرجنتيني.
- 22 مايو – نوربيرتو أكوستا لاعب كرة قدم أرجنتيني.

### يونيو
- 10 يونيو – ميشيل براون ممثل أرجنتيني.
- 23 يونيو – باولا سوريس لاعبة كرة مضرب أرجنتينية.

### يوليو
- 7 يوليو – برنيس بيجو

### أغسطس
- 1 أغسطس – خورخي رودريغو باريوس ملاكم أرجنتيني.
- 5 أغسطس – ليوناردو رودريغيز لاعب كرة قدم أرجنتيني.
- 18 أغسطس – موريسيو ألمادا لاعب كرة قدم أرجنتيني.
- 29 أغسطس – بابلو ماستروني

### سبتمبر
- 14 سبتمبر – أجوستين كاليري لاعب كرة مضرب أرجنتيني.
- 26 سبتمبر – خافيير بولفوني لاعب كرة سلة أرجنتيني.

### أكتوبر
- 3 أكتوبر – إدواردو بوستوس مونتويا لاعب كرة قدم أرجنتيني.
- 4 أكتوبر – ماورو كامورانيزي لاعب كرة قدم إيطالي.
- 7 أكتوبر – سانتياغو سولاري لاعب كرة قدم أرجنتيني.
- 13 أكتوبر – فابريسيو فوينتيس لاعب كرة قدم أرجنتيني.
- 23 أكتوبر – غابرييل فرنانديز لاعب كرة سلة أرجنتيني.
- 27 أكتوبر – أرييل إيباغازا لاعب كرة قدم أرجنتيني.

### نوفمبر
- 3 نوفمبر – غييرمو فرانكو لاعب كرة قدم أرجنتيني.

## وفيات

### مايو
- 5 مايو – هارولدو كونتي (مواليد 1925)
- 22 مايو – أوسكار بونافينا (مواليد 1942) ملاكم أرجنتيني.